# 러시아의 우크라이나 침공의 전조
러시아의 우크라이나 침공의 전조는 2021년 10월 말부터 시작된 러시아와 우크라이나의 군사적 충돌이자 국제적 위기이다.
러시아는 2021년 3월에서 같은해 4월까지 우크라이나 국경 인근에 약 10만명 가량의 군 병력과 군 장비를 집결시켜 2014년 크림반도 병합 이후 최대 규모의 병력 동원을 기록했다. 이는 국제적 위기를 촉발시켰고, 잠재적인 침략에 대한 우려를 불러일으켰다. 위성사진에는 군용 차량, 미사일, 중화기의 이동이 포착되었다. 군대는 6월까지 일부 철군했다. 이 위기는 2021년 10월과 11월에 재개되었고, 12월까지 10만명 이상의 러시아 병력이 국경 근처에 다시 집결했다.
위기는 2014년에 시작되어 2021년 초에 확대된 장기적인 러시아-우크라이나 전쟁에서 비롯되었다. 러시아 외무부는 2021년 12월 러시아군 철수를 조건으로 우크라이나의 나토 가입을 금지하고 동유럽에서 나토 군인과 군사장비 감축 등 여러 요구사항을 발표했다. 미국을 비롯한 나토 회원국들은 이러한 요구를 거부하고 있으며 만약 러시아가 우크라이나를 침공할 경우 경제 제재를 강화할 것이라고 경고했다. 2022년 1월, 미-러 양자 외교회담이 열렸지만 위기를 해소하지는 못했다.
평론가들은 이 위기가 냉전 이후 가장 심각한 위기 중 하나라고 서술했다.

## 배경
1991년 소련의 붕괴 이후에도, 우크라이나와 러시아는 긴밀한 관계를 유지했다. 1994년, 우크라이나는 핵무기 포기에 동의했고, 러시아, 영국, 미국은 우크라이나의 영토 보전과 정치적 독립에 대한 위협이나 무력 사용에 대한 보장을 약속하는 부다페스트 안전 보장 각서에 서명했다. 1999년, 러시아는 유럽 안보 헌장의 서명국 중 하나였으며, "동맹 조약을 포함하여 안보 협정이 전개됨에 따라 이를 자유롭게 선택하거나 변경할 수 있는 모든 참여국의 고유한 권리를 확인"했다.
1991년을 기해 독립 국가로 인정받았음에도 불구하고, 우크라이나는 구소련의 구성국으로서 러시아의 세력 범위로 인식되어 왔다. 2009년 루마니아 분석가 이울리안 치푸와 그의 공저자들은 우크라이나의 주권에 대해 러시아가 1980년대 말에서 1990년대 초 소련 세력권이 붕괴되기 전 "바르샤바 조약기구 회원국의 주권보다 클 수 없다"는 브레즈네프 독트린의 개정판을 추구했다는 의견을 내새웠다. 유로마이단 운동(2013~2014년)의 일환으로 몇 주 동안 시위가 이어지자 친러시아 성향의 빅토르 야누코비치 우크라이나 대통령과 우크라이나 야당 지도자들은 2014년 2월 21일 조기 선거를 요구하는 합의서에 서명했다. 다음 날, 야누코비치는 대통령으로서의 권한을 박탈당한 탄핵 표결을 앞두고 키예프를 떠났다. 우크라이나의 러시아어 화자인 동부 지역 지도자들은 야누코비치에 대한 지속적인 충성을 선언했고, 2014년 우크라이나 친러시아 분쟁이 발생했다. 2014년 4월 돈바스 전쟁은 러시아가 강력한 지원을 하는 도네츠크 인민공화국과 루간스크 인민공화국을 수립하고 2014년 크림 반도를 러시아에 합병하면서 시작되었다.
2021년 7월, 러시아의 대통령 블라디미르 푸틴은 러시아와 우크라이나인이 "한 민족"이라는 자신의 견해를 재확인한 "러시아인과 우크라이나인의 역사적 통일성에 대해"라는 제목의 에세이를 출간했다. 미국의 역사학자 티머시 스나이더는 푸틴의 생각을 제국주의라고 서술했다. 영국의 저널리스트 에드워드 루카스는 이에 대해 수정주의자라고 서술했다. 다른 분석가들은 러시아가 현대 우크라이나와 그 역사에 대해 왜곡된 견해를 가지고 있다고 지적했다.
러시아는 우크라이나의 나토 가입과 나토의 확장은 자국의 안보를 위협한다고 말했다.
한편 우크라이나와 다른 유럽 국가들은 푸틴이 소비에트 제국을 복원하려 하고 공격적인 군국주의 정책을 추구한다고 비난했다.

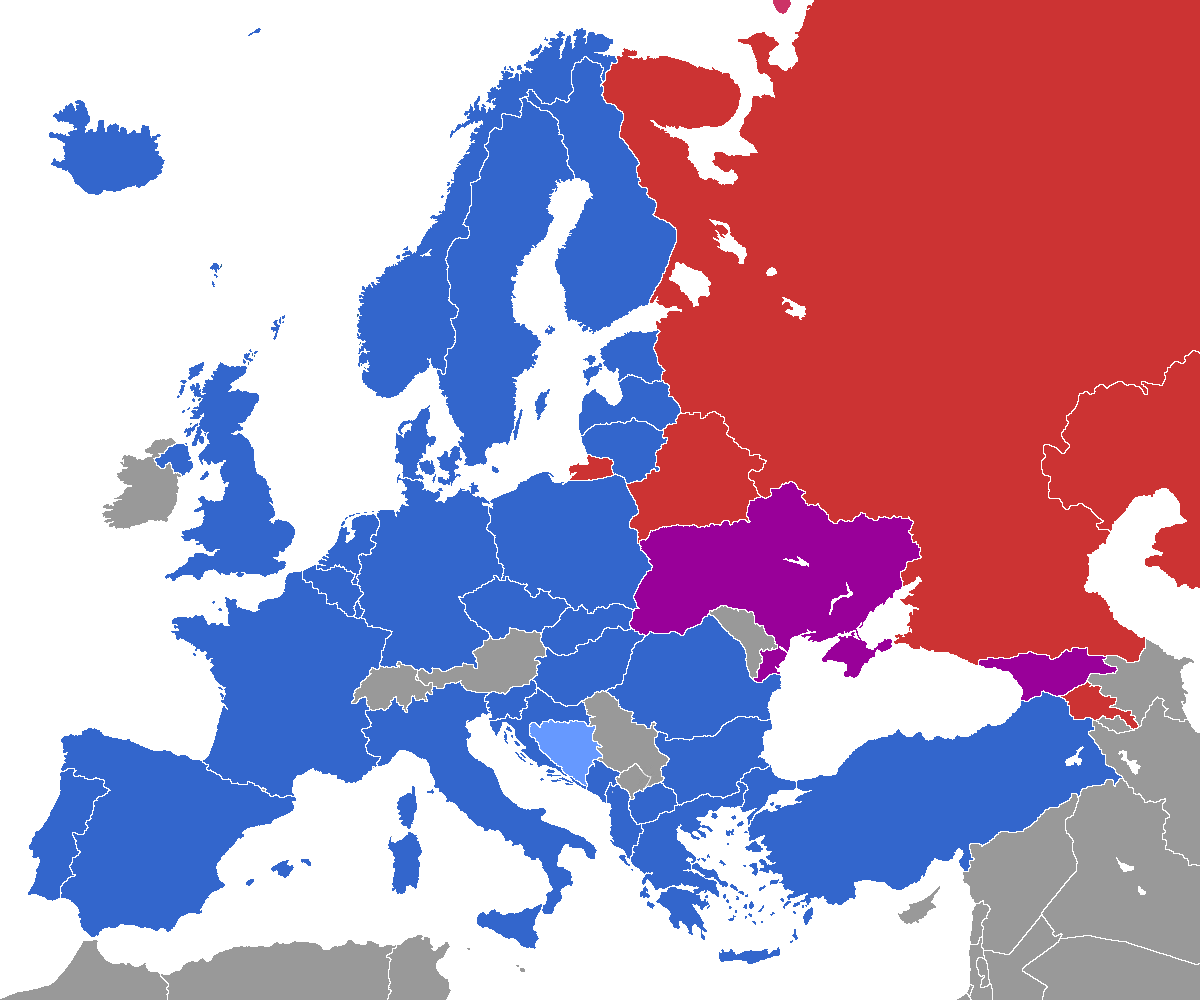
나토 회원국 (파란색), 나토 가입을 모색하는 국가 (보라색), 러시아 주도의 CSTO

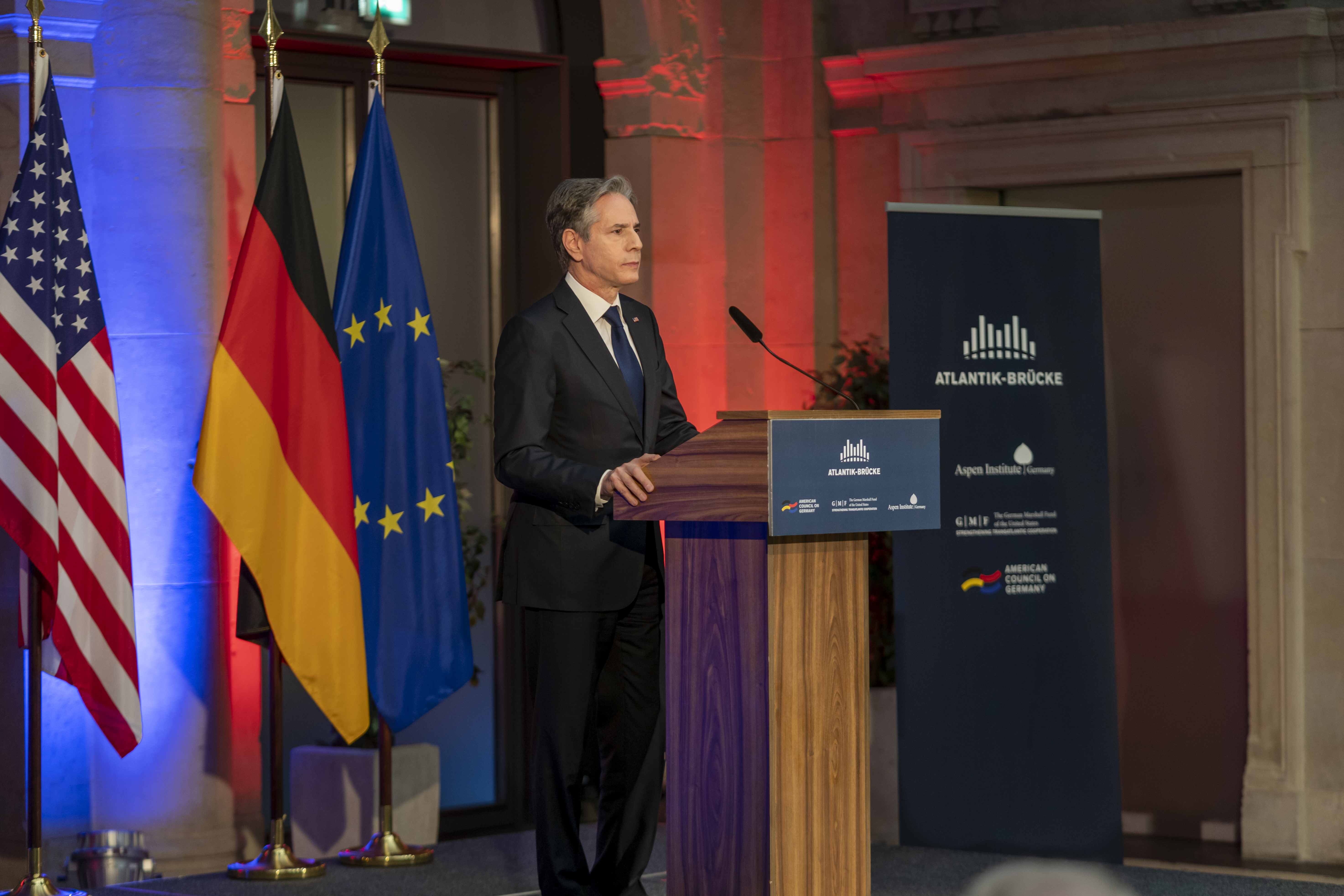
앤터니 블링컨 미 국무장관이 2022년 1월 20일 베를린에서 러시아의 우크라이나 침공 가능성에 대해 연설하는 장면

## 초기 긴장 상태 (2021년 3월~4월)

### 첫 러시아의 군비 확장
2021년 3월 3일, 미승인국 도네츠크 인민공화국의 분리주의자들은 우크라이나군의 진지에 "파괴를 위한 선제 사격"을 허가받았다고 발표했다. 레오니드 크라우추크 우크라이나 3국 접촉단체(TCG) 대표는 민스크 협정 위반이라고 비난했다.

## 러시아군 배치

### 17만
2021년 12월 3일, 익명의 한 미국 관리는 WP와 진행한 인터뷰에서 “러시아가 지난봄 우크라이나 국경 부근에서 실시한 훈련의 두 배 규모로 2022년 초 우크라이나를 공격할 계획”이라며 “17만 5000명에 달하는 병력과 기갑장비, 각종 장비를 보유한 100개의 대대급 전술그룹 이동을 포함하고 있다”고 말했다.
영국 일간지 가디언에 따르면 미국기업연구소(AEI)는 러시아가 우크라이나를 침공하기 위해서는 15만~20만 명 가량의 병력이 필요하다고 했다. 이는 2003년 이라크 전쟁 당시 미군을 비롯한 연합군 병력인 17만 5000명을 감안한 것이다.
10만 명은 영국 국제전략연구소(IISS)의 연감 밀리터리 밸런스 2018년판을 기준으로 하면 러시아군 병력의 10%에 해당한다.
영국 킹스 칼리지 런던의 로버트 리 박사는 "러시아가 재래식 무기를 총동원하면 짧은 시간에 막대한 피해를 입힐 수 있다"며 "30~40분이면 우크라이나 동부군을 초토화할 수 있다"고 분석했다.

### 예비군
푸틴 대통령은 예비군 동원령을 선포했다. 우크라이나 접경 지역의 10만명은, 예비군이 투입되어 17만명으로 빠르게 증가할 것으로 예측되고 있다.

### 공군
2022년 1월 24일, 러시아 볼가강 인근 엥겔스 공군기지에 러시아 공군의 Tu-95 전략폭격기들이 배치되어 있다. 우크라이나 수도 키에프에서 동쪽으로 1100 km 떨어져 있다.
러시아는 벨라루스 서남부 브레스트주의 바란노비치 공군기지에 Su-27SM3 4대로 구성된 비행중대를 파견한 바 있다. 바란노비치는 우크라이나까지 130 km 떨어져 있다. 우크라이나 수도 키에프는 동남쪽으로 425 km 떨어져 있다.
크림반도 수도 세바스토폴에는 벨벡 공군기지가 있다. 크림반도 서부에는 노보페도리프카 공군기지가 있다.

## 미군 배치
2022년 2월 12일, 미국은 계속해 폴란드에 미군들을 배치하였고, 48시간 내에 자국민들과 우크라이나 주재 미국 대사관을 철수시켰다. 미국 대통령 조 바이든과 러시아 대통령 블라디미르 푸틴간 중재협상이 있었으나, 협상에 실패하였다. 미국은 러시아가 우크라이나를 2월 16일에 침공할 것이라고 예상했다.

2022년 2월 21일 미국 정보당국이 러시아의 군 지휘관들이 우크라이나 침공을 계속 진행하라는 지시를 받았다는 정보를 입수했다.

2022년 2월 24일 앤터니 블링컨 미국의 국무장관은 러시아가 오늘 밤 안에 우크라이나를 전면침공할 수도 있다고 내다봤고 정확한 공격 시간이나 장소는 특정할 수 없다고 밝혔다.

## 침공 임박
2022년 2월 22일, 러시아의 블라디미르 푸틴 대통령은 도네츠크 인민공화국과 루간스크 인민공화국의 독립을 승인하였으며, 현재 푸틴은 러시아 평화유지군에게 우크라이나 진입 명령을 내렸다.
2022년 2월 23일, 우크라이나는 사이버 공격으로 인터넷이 마비되었다.
2022년 2월 24일, 블라디미르 푸틴은 더 이상 우크라이나 위협에 인내할 수 없다고 하며 군사작전을 선포하였으며, 앤터니 블링컨 미국 국무장관은 24일 밤 안에 러시아가 우크라이나를 침공할 거라고 발표하였다.

## 사건
- 2022년 2월 2일, 우크라이나에서 활동하는 러시아 무장단체가 무인항공기로 우크라이나군 진지를 공격해 사상자가 발생하였다.[67]
- 2022년 2월 12일, 미국 정부는 러시아의 우크라이나 침공 시점을 오는 16일로 제시했다.[68][69][70]
- 2022년 2월 14일, 볼로디미르 젤렌스키 우크라이나 대통령은 2월 16일을 '국가 단결의 날'로 선포했다.[71]
- 2022년 2월 15일, 러시아군이 우크라이나 국경을 포위하듯 병력을 이동 중인 모습이 SNS 통해 밝혀졌다.[72]
- 2022년 2월 16일, 우크라이나 국방부 웹사이트, 은행 등이 사이버 공격을 받았다.[73]
- 2022년 2월 17일, 우크라이나군이 친러 반군이 장악한 루간스크 인민공화국 지역 4곳에 박격포와 수류탄 공격을 했다.[74]

- 2022년 2월 18일, 우크라이나 분쟁지역서 가스관이 폭발한 뒤 화재가 발생하였다.[75]

- 2022년 2월 19일, 우크라이나 돈바스지역 도네츠크 인민공화국이 총동원령을 선포했다.[76]그리고 도네츠크 인민공화국군과 우크라이나군 교전으로 우크라이나 군인 1명이 사망하였다.[77]
- 2022년 2월 20일 대한민국 외교부는 우크라이나 동부 돈바스 지역에서 포격이 이어져 교민들에게 철수하라는 긴급 공지내렸다.[78]
- 돈바스 지역에서 정부군과 반군 간 교전이 사흘째 이어지면서 우크라이나 군인 2명이 사망하고 4명이 부상당하는 사건이 발생하였다.[79]
- 2022년 2월 22일 블라디미르 푸틴 러시아 대통령이 러시아 평화유지군을 우크라이나 동부 돈바스 지역에 진입할 것을 명령했다.[65]
그리고 우크라이나 동부 돈바스 지역의 루간스크 인민공화국, 도네츠크 인민공화국의 독립을 승인하였다.[80]
- 2022년 2월 23일 교전이 계속되는 가운데 우크라이나 돈바스서 포격으로 발전소, 방송국이 파괴되고 사상자가 발생하였다.[81][82]
  - 우크라이나 정부는 동부 돈바스 지역을 제외한 전역에 국가비상사태를 선언할 예정이다. 의회 공식 승인만을 남겨두고 있다.[83]
- 2022년 2월 23일 우크라이나 정부와 의회, 외무부 등 국영 웹사이트가 사이버 공격으로 마비돼 접속 불가한 상태가 되었다.[84]
  - 블라디미르 푸틴 러시아 대통령이 우크라이나 내 군사작전을 선포하였다.[85][86]
  - 우크라이나 수도 키이우 인근에서 폭발이 발생하였다.[87][88]우크라이나에서 계엄령을 발령했다.[89][90]
- 2022년 2월 24일 러시아 모스크바 증권거래소(MOEX)가 거래를 중단하겠다고 했다. 루블화 가치가 약 10%정도 폭락했다.[91]

- 2022년 2월 25일 볼로디미르 젤렌스키 대통령이 국가총동원령을 선포했다. 이에 따라 우크라이나 자국 내 18~60세 남성 출국금지 조치가 내려졌다.[92][93]

- 2022년 2월 26일 헤르손 전투중 방어선에서 한 병사가 다리폭파작업을 하던 도중 러시아군이 와 자폭했다.[94] 이와 별개로 25일부터 시작된 키이우 전투가 진행되었다.

- 2022년 2월 27일 푸틴 대통령 탄핵 청원 요구가 올라왔다. 30분만에 3만여명을 달성하였다.[95] 푸틴 대통령은 핵무기 사용 가능성도 시사하였다.[96]

- 2022년 2월 28일 벨라루스에서 벨라루스군이 집결중인 모습이 포착되었다.[97] 러시아의 금리가 스위프트 제재로 인해 금리가 약9.5%에서 20%까지 대폭 인상되었다.[98]

- 2022년 3월 1일 프랑스 에마뉘엘 마크롱 대통령은 러시아 푸틴 대통령과 전화회담을 가졌다.[99] FIFA가 러시아 국가대표의 출전 정지를 결정했다.[100] 벨라루스 국경 인근에서 진행되었던 1차 협상이 사실상 결렬되었다.

## 각국의 반응
- 대한민국

대한민국 국토교통부는 우크라이나에서 일하던 한국인 건설근로자 4명 전원 대피조치했다고 밝혔다. 고승범 금융위원회 위원장은 우크라이나 사태로 인한 금융시장 비상대응체계를 유지하겠다고 밝혔다. 대한민국 정부는 러시아가 전면전 감행시 수출통제 등 제재 동참하기로 합의하였다.
- 일본

일본 정부는 러시아의 우크라이나 침공이 실제로 벌어지면 제재 방안을 검토하고 있다.
- 영국

영국 각료는 러시아가 우크라이나에 대한 침공을 시작했다고 결론을 내렸다. 우크라이나 사태와 관련해서 러시아 은행 5곳과 개인 3명을 제재했다.

## 같이 보기
- 키이우 공세
- 돈바스에서의 집단학살 의혹

### 내용주
1. ↑  도네츠크 인민공화국은 2014년 5월 독립을 선언한 국제적 미인정 분리주의 국가이다.[3]
2. ↑  루간스크 인민공화국은 2014년 5월 독립을 선언한 국제적 미인정 분리주의 국가이다.[4][5]
3. ↑  캐나다는 비군사적 지원과 교관을 파견했다.[6][7]
4. ↑  체코는 장갑차와 포탄을 판매했다.[8][9]
5. ↑  에스토니아는 의료장비를 보냈다.
6. ↑  Latvia delivered FIM-92 Stinger air-defense systems.[10]
7. ↑  리투아니아는 탄약을 지원하고 교관을 파견했다.[11][6]
8. ↑  The Netherlands will supply Ukraine with sniper rifles, ammunition, combat helmets, flak jackets, and radars.[12]
9. ↑  폴란드는 병력수송장갑차와 탄약을 판매했고,[13] 교관을 보냈다.[14] and sent instructors[6]
10. ↑  터키는 무인전투기를 판매했다. (구체적으로 바이락타르 TB2).[15]
11. ↑  영국은 무기(특히 NLAW 대전차 미사일)와 교관을 파견했다.[16][6]
12. ↑  미국은 무기를 지원하고 교관을 파견했다.[17][6]
13. ↑  독일은 의료장비를 보냈다.(야전병원 역할 2)[18]
14. ↑  이탈리아는 지뢰 제거 장비를 보냈다.[19]
15. ↑  스웨덴은 교관을 보냈다.[20]
16. ↑  EU 시민 보호 구조에 따라, EU는 의료품, 야전 병원, 발전기, CBRN 장비를 보내고 있다.[21]
17. ↑  벨라루스 반대파는 사이버전쟁을 지원한다.[22][23]

### 참조주
1. ↑  “Захарова: РФ и Беларусь вынуждены реагировать на наращивание сил НАТО у общих границ”. 《Rossiyskaya Gazeta》. 2022년 1월 20일에 원본 문서에서 보존된 문서. 2022년 1월 20일에 확인함.
2. ↑  벨라루스는 현재 전투는 하고있지 않으나 러시아군이 벨라루스 영토 내에서 우크라이나와 맞닿은 국경부분에서 러시아군아 진입하는데에 협조했다.
3. ↑  “South Ossetia recognises independence of Donetsk People's Republic”. Information Telegraph Agency of Russia. 2014년 6월 27일. 2016년 11월 17일에 원본 문서에서 보존된 문서. 2022년 1월 31일에 확인함.
4. ↑  “Ukraine’s rebel ‘people’s republics’ begin work of building new states”. 《the Guardian》 (영어). 2014년 11월 6일. 2022년 1월 31일에 확인함.
5. ↑  “General Information”. 《Official site of the head of the Lugansk People's Republic》. 2018년 3월 12일에 원본 문서에서 보존된 문서. 2018년 3월 11일에 확인함.
6. 1 2 3 4 5 6 7 8 9 10 11 12 13 14  《The military balance 2021》. Abingdon, Oxon: International Institute for Strategic Studies. 2021. ISBN 1032012277.
7. ↑  Канада відправила до України “нелетальну” військову допомогу//Головне управління розвідки Міністерства оборони України, 7 лютого 2022 року
8. ↑  “"Шепетівський ремонтний завод" отримав партію шасі Tatra від чеської Excalibur Army для РСЗВ "Буревій"” ["Shepetivka Repair Plant" received a batch of Tatra chassis from the Czech Excalibur Army for MLRS "Storm"] (우크라이나어). Defense Express. 2021년 12월 23일. Нові шасі від Tatra були спеціально доопрацьовані чеською Excalibur Army під вимоги ЗСУ – в рамках виконання державного оборонного замовлення. На ДП "Шепетівський ремонтний завод" прибула партія шасі Tatra для випуску нової української 220-мм реактивної системи залпового вогню "Буревій". [Translated: The new chassis from Tatra was specially modified by the Czech Excalibur Army to the requirements of the Armed Forces – as part of the state defense order. A batch of Tatra chassis has arrived at the Shepetivka Repair Plant to produce a new Ukrainian 220-mm Bureviya multiple rocket launchers.]
9. ↑  “The Czech Republic is sending thousands of artillery shells to Ukraine”. 《Czech Daily》 (미국 영어). 2022년 1월 27일. 2022년 2월 13일에 확인함. ... the (Czech) government decided to donate 4,000 artillery shells to Ukraine for about CZK 37 million. Minister Černochová described it as a gesture of solidarity. Defence Minister Jana Černochová (ODS), who proposed the donation to the cabinet, sees it as a significant act of solidarity. The Czech Republic wants to use the donation to strengthen Ukraine’s defense capabilities. The Czech Republic will send 4006 pieces of 152-millimeter artillery ammunition to Ukraine, worth CZK 36.6 million. It will be transferred through a donation agreement.
10. ↑  “Latvia delivers Stinger missiles to Ukraine”. LSM. 2022년 2월 23일. 2022년 2월 23일에 확인함.
11. ↑  “Литва передала Україні партію військової допомоги” [Lithuania handed over a consignment of military aid to Ukraine] (우크라이나어). Deutsche Welle. 2021년 12월 9일에 원본 문서에서 보존된 문서. 2021년 12월 9일에 확인함.
12. ↑  “Netherlands to give Ukraine sniper rifles, radars, helmets”. 《NL Times》. 2022년 2월 18일.
13. ↑  Україна закупила в Польщі партію болгарських боєприпасів//Ukrainian Military Pages, 21.04.2021
14. ↑  Україна закупила в Польщі партію болгарських боєприпасів//Ukrainian Military Pages, 21 April 2021
15. ↑  Kramer, Andrew E. (2022년 2월 3일). “Turkey, a Sometimes Wavering NATO Ally, Backs Ukraine”. The New York Times. 2022년 2월 4일에 확인함.
16. ↑  Brown, Larisa, 편집. (2022년 1월 18일). “British anti-tank weapons sent to defend Ukraine from Russia”. 《The Times》. ISSN 0140-0460. 2022년 1월 18일에 원본 문서에서 보존된 문서. 2022년 1월 19일에 확인함.
17. ↑  “US small arms and ammo arrive in Ukraine as Pentagon details troops to train country's military”. 《CNN》. 2021년 12월 9일에 원본 문서에서 보존된 문서. 2021년 12월 11일에 확인함.
18. ↑  “Estonia donates mobile field hospital to Ukrainian army”. Ukrinform. 2022년 2월 9일. 2022년 2월 12일에 확인함.
19. ↑  “Italy considers offering Ukraine aid, "non-lethal" military help”. 《Reuters》. 2022년 2월 22일.
20. 1 2  “Därför utbildar Sverige ukrainska säkerhetsstyrkor” [The reason Sweden trains Ukrainian security forces] (스웨덴어). Swedish Armed Forces. 2022년 12월 14일. 2022년 1월 20일에 확인함.
21. ↑  “EU delivers emergency civil protection assistance to Ukraine”. 《ec.europa.eu》. 2022년 2월 19일. 2022년 2월 21일에 확인함.
22. ↑  “"Киберпартизаны" заявили о взломе серверов БЖД и выставили ультиматум режиму”. 《Charter 97》. 2022년 1월 24일. 2022년 1월 25일에 원본 문서에서 보존된 문서. 2022년 1월 25일에 확인함.
23. ↑  “Білоруські "кіберпартизани" зламали сервер залізниці, щоб не пустити російські війська в країну”. 《LB.ua》. 2022년 1월 25일. 2022년 1월 25일에 원본 문서에서 보존된 문서. 2022년 1월 25일에 확인함.
24. ↑  “Russia Positioning Helicopters, in Possible Sign of Ukraine Plans”. 《The New York Times》. 2022년 1월 10일. 2022년 1월 22일에 원본 문서에서 보존된 문서. 2022년 1월 20일에 확인함.
25. ↑  Aaron D'Andrea; Amanda Connolly; Crystal Goomansingh (2022년 1월 26일). “Canada will not send weapons to Ukraine, boosting cyber support and training mission - National | Globalnews.ca”. 《Global News》 (미국 영어). 2022년 2월 9일에 확인함.
26. ↑  Fox, Greg (2021년 12월 10일). “165 members of Florida National Guard in Ukraine”. 《WESH》. 2022년 1월 19일에 원본 문서에서 보존된 문서. 2022년 1월 19일에 확인함.
27. ↑  “The Russian and Ukrainian Spring 2021 War Scare” (영어). Center for Strategic and International Studies. 2021년 9월 21일. 2021년 11월 25일에 원본 문서에서 보존된 문서. 2022년 1월 22일에 확인함.
28. ↑  Anton Troianovski and David E. Sanger, Russia Issues Subtle Threats More Far-Reaching Than a Ukraine Invasion 보관됨 22 1월 2022 - 웨이백 머신, New York Times (January 16, 2022).
29. ↑  “No progress seen after Russia-US talks over Ukraine tensions”. 《AP NEWS》 (영어). 2022년 1월 10일. 2022년 1월 31일에 확인함.
30. ↑  Sanger, David E. (2022년 1월 10일). “In U.S.-Russia Talks, How Far Can Putin Turn Back the Clock?”. 《The New York Times》 (미국 영어). ISSN 0362-4331. 2022년 1월 19일에 원본 문서에서 보존된 문서. 2022년 1월 21일에 확인함.
31. ↑  “Putin to mull options if West refuses guarantees on Ukraine”. 《Associated Press》 (영어). 2021년 12월 26일. 2022년 1월 22일에 원본 문서에서 보존된 문서. 2022년 1월 21일에 확인함.
32. ↑  Gongloff, Mark (2022년 1월 13일). “Putin Launches an Unwelcome Cold War Reboot”. Bloomberg L.P. 2022년 1월 21일에 원본 문서에서 보존된 문서. 2022년 1월 21일에 확인함.
33. ↑  “Istanbul Document 1999”. Organization for Security and Co-operation in Europe. 1999년 11월 19일. 2015년 7월 21일에 확인함.
34. ↑  Iulian Chifu; Oazu Nantoi; Oleksandr Sushko (2009). 〈Russia–Georgia War of August 2008: Ukrainian Approach〉 (PDF). 《The Russian Georgian War: A trilateral cognitive institutional approach of the crisis decision-making process》. Bucharest: Editura Curtea Veche. 181쪽. ISBN 978-973-1983-19-6. 2018년 9월 30일에 원본 문서 (PDF)에서 보존된 문서. 2016년 2월 21일에 확인함.
35. ↑  “Rada removes Yanukovych from office, schedules new elections for May 25”. Interfax-Ukraine. 2014년 2월 24일. 2020년 2월 10일에 원본 문서에서 보존된 문서. 2015년 2월 25일에 확인함.
36. 1 2  “Ukraine President Yanukovich impeached”. Al Jazeera. 2014년 2월 22일. 2015년 2월 6일에 원본 문서에서 보존된 문서. 2015년 2월 25일에 확인함.
37. ↑  Sindelar, Daisy (2014년 2월 23일). “Was Yanukovych's Ouster Constitutional?”. Radio Free Europe, Radio Liberty (Rferl.org). 2020년 7월 29일에 원본 문서에서 보존된 문서. 2014년 2월 25일에 확인함.
38. ↑  Feffer, John (2014년 3월 14일). “Who Are These 'People,' Anyway?”. 《HuffPost》. 2014년 3월 18일에 원본 문서에서 보존된 문서. 2014년 3월 17일에 확인함.
39. ↑  Polityuk, Pavel; Robinson, Matt (2014년 2월 22일).  Roche, Andrew, 편집. “Ukraine parliament removes Yanukovich, who flees Kiev in "coup"”. 《Reuters》. Gabriela Baczynska, Marcin Goettig, Peter Graff, Giles Elgood. 2016년 6월 9일에 원본 문서에서 보존된 문서. 2020년 11월 18일에 확인함.
40. ↑  Fisher, Max (2014년 9월 3일). “Everything you need to know about the Ukraine crisis”. 《Vox》 (영어). 2022년 1월 22일에 원본 문서에서 보존된 문서. 2022년 1월 24일에 확인함.
41. ↑  Grytsenko, Oksana (2014년 4월 12일). “Armed pro-Russian insurgents in Luhansk say they are ready for police raid”. 《Kyiv Post》. 2014년 4월 12일에 원본 문서에서 보존된 문서.
42. ↑  Ragozin, Leonid. “Annexation of Crimea: A masterclass in political manipulation” (영어). Al Jazeera. 2020년 5월 28일에 원본 문서에서 보존된 문서. 2022년 1월 24일에 확인함.
43. ↑  “Article by Vladimir Putin 'On the Historical Unity of Russians and Ukrainians'”. Kremlin. 2021년 7월 12일. 2021년 1월 25일에 원본 문서에서 보존된 문서.
44. ↑  Snyder, Timothy (2022년 1월 18일). “How to think about war in Ukraine”. 2022년 1월 19일에 원본 문서에서 보존된 문서. 2021년 1월 25일에 확인함.
45. ↑  “Why Putin's history essay requires a rewrite”. 《The Times》. 2020년 9월 15일. 2022년 1월 25일에 원본 문서에서 보존된 문서. 2022년 1월 25일에 확인함.
46. ↑  Roth, Andrew (2021년 12월 7일). “Putin's Ukraine rhetoric driven by distorted view of neighbour”. 《The Guardian》. 2021년 12월 7일에 원본 문서에서 보존된 문서. 2021년 1월 25일에 확인함.
47. ↑  “Putin's new Ukraine essay reveals imperial ambitions”. Atlantic Council. 2021년 7월 15일. 2021년 7월 15일에 원본 문서에서 보존된 문서. 2021년 1월 25일에 확인함.
48. ↑  Wilson, Andrew (2021년 12월 23일). “Russia and Ukraine: 'One People' as Putin Claims?”. RUSI. 2022년 1월 24일에 원본 문서에서 보존된 문서. 2022년 1월 25일에 확인함.
49. ↑  “Ukraine: NATO's original sin”. 《Politico》. 2021년 11월 23일.
50. ↑  “How America's NATO expansion obsession plays into the Ukraine crisis”. 《Vox》. 2022년 1월 27일.
51. ↑  “US, NATO rule out halt to expansion, reject Russian demands”. 《AP NEWS》 (영어). 2022년 1월 7일. 2022년 1월 24일에 원본 문서에서 보존된 문서. 2022년 1월 24일에 확인함.
52. ↑  “Putin wants to destroy Ukraine and restore Soviet Union, says Yatseniuk”. 《The Guardian》. 2014년 9월 13일. 2022년 1월 25일에 원본 문서에서 보존된 문서. 2022년 1월 25일에 확인함.
53. ↑  “Vladimir Putin: The rebuilding of 'Soviet' Russia”. BBC. 2014년 3월 28일. 2022년 1월 24일에 원본 문서에서 보존된 문서. 2022년 1월 25일에 확인함.
54. ↑  Rubin, Trudy (2022년 1월 11일). “Putin wants to reestablish the Russian empire. Can NATO stop him without war?”. 《The Philadelphia Inquirer》. 2022년 1월 25일에 원본 문서에서 보존된 문서. 2022년 1월 25일에 확인함.
55. ↑  “Lithuanian president: Russia's attempts to create 'zones of influence' will not be tolerated”. LRT. 2021년 12월 20일. 2022년 1월 25일에 원본 문서에서 보존된 문서. 2022년 1월 25일에 확인함.
56. ↑  Szary, Wiktor (2016년 6월 20일). “In push for equal NATO status, Poland asks for flashpoint troops”. 《Reuters》. 2022년 1월 25일에 원본 문서에서 보존된 문서. 2022년 1월 25일에 확인함.
57. ↑  Stepura, Anton (2021년 3월 3일). “Бойовики "ДНР" заявили про дозвіл вести "упереджувальний вогонь на знищення"” [DNR militants declare permission to conduct "preemptive fire for destruction"]. 《Suspilne》 (우크라이나어). 2022년 1월 24일에 원본 문서에서 보존된 문서. 2022년 1월 24일에 확인함.
58. ↑  Mashuta, Julia Mashuta (2021년 4월 6일). “На Донеччині відкрили історико-культурний центр "Нью-Йорк"” ["New York" Historical and Cultural Center Opened in Donetsk Region]. 《Suspilne》 (우크라이나어). 2022년 1월 19일에 원본 문서에서 보존된 문서. 2022년 1월 19일에 확인함.
59. ↑  “러 ‘우크라’ 침공 현실화할까…바이든-푸틴 화상으로 만난다”. 《한겨레》. 2021년 12월 5일. 2022년 2월 24일에 확인함.
60. ↑  “바이든 "우크라 침공 시 푸틴 직접 제재" 엄포…위기감 최고조”. 《매일경제》. 2022년 1월 26일. 2022년 2월 24일에 확인함.
61. ↑  미-러 정상 담판 실패…우크라이나 사태 ‘일촉즉발’ 출처:SBS
62. ↑  美-러, 우크라이나 자국 대사관 직원들 철수 돌입...바이든-푸틴, 곧 전화 담판 출처:YTN
63. ↑  [https://newsis.com/view/?id=NISX20220221_0001766005&cID=10101&pID=10100 "러시아군 지휘관, 우크라이나 침공작전 계속 준비 명령받아" CBS
] 출처:뉴시스
64. ↑  미 국무 "러, 오늘 밤 안에 우크라 전면침공할 수도" 출처: 연합뉴스
65. 1 2  "푸틴, 러시아 평화유지군 우크라 진입 명령" 출처:한경닷컴
66. ↑  “러 무장단체가 우크라軍 공격, 사상자 발생”…국지전 전운 출처:동아일보
67. ↑  "러, 16일 우크라이나 침공"…바이든, 유럽 정상에 전달 출처: 노컷뉴스
68. ↑  러, 오는 16일 우크라이나 침공 검토?…외신들 "美, 첩보 입수" 출처: 파이낸셜뉴스
69. ↑  "러시아의 우크라 침공날짜는 '2월 16일'"…"미, 유럽에 전달" 출처: SBS 뉴스
70. ↑  우크라, 러 침공일 지목 16일 '국가 단결의 날' 선포 출처: 뉴시스
71. ↑  러시아군, 우크라이나 국경 '포위' SNS서 속속 포착 출처: 연합뉴스
72. ↑  우크라 국방부 사이트 등 사이버 공격받아…"러시아 소행 추정" 출처: 연합뉴스
73. ↑  러 매체 “우크라군, 친러 반군 지역에 포 공격” 출처: 국민일보
74. ↑  우크라 분쟁지역서 가스관 폭발… ”친러반군의 자작극 가능성” 출처: 조선일보
75. ↑  우크라이나 돈바스지역 친러 반군 총동원령 선포 출처:매일경제
76. ↑  우크라이나 군인 1명 숨져…반군 총동원령에 주민 대피령도 출처: 이데일리
77. ↑  외교부, 우크라이나 돈바스 포격에 교민 철수 긴급 공지 출처: YTN
78. ↑  우크라 돈바스서 사흘째 교전…"군인 2명 사망" 출처: 연합뉴스TV
79. ↑  러, 우크라 정부군 통제 지역까지 '반군 영토' 승인 출처:연합뉴스
80. ↑  우크라이나 돈바스서 포격으로 발전소 파괴 출처:조선일보
81. ↑  우크라이나 전쟁 발발? 발전소·방송국 파괴 사상자 발생 출처: 이코노미미스트
82. ↑  "우크라, 전역에 국가비상사태 선포하기로" 출처: 연합뉴스
83. ↑  우크라 주요 기관 또 사이버 공격 받아 출처:연합뉴스
84. ↑  우크라이나 내 '군사작전' 선포"  출처: 연합뉴스
85. ↑  푸틴, 우크라 내 군사작전 선포 “외국 간섭하면 즉각 보복” 출처: 서울신문
86. ↑  우크라 수도 키예프 인근서 폭발 발생 출처:뉴시스
87. ↑  軍시설에 탄도·순항미사일 공격 시작 출처: 조선일보
88. ↑  우크라이나 계엄령 발령…외무장관 "푸틴이 전면전 개시" 출처: 부산일보
89. ↑  우크라이나 대통령, 페이스북 연설로 계엄령 선포 출처:경향신문
90. ↑  “Moscow Exchange - Moscow Exchange has suspended trading on all of its markets until further notice” (영어). 2022년 2월 25일에 확인함.
91. ↑  “우크라이나 국가총동원령...18∼60세 민간인 출국금지”. 2022년 2월 25일. 2022년 2월 25일에 확인함.
92. ↑  조선일보 (2022년 2월 25일). “우크라 국가총동원령…18~60세 남성 출국금지”. 2022년 2월 25일에 확인함.
93. ↑  조성신 기자 (2022년 2월 26일). “탱크 막으려 다리 위에서 '자폭' 우크라 병사…러시아군 진격 속도 늦췄다”. 매일경제.
94. ↑  김유표 (2022년 2월 27일). “결국... 푸틴 러시아 대통령 '탄핵' 요구하는 청원에 사람들 이만큼 서명했다”. 2022년 4월 27일에 확인함.
95. ↑  조선일보 (2022년 2월 28일). “푸틴의 핵위협에 이어… 러 국방장관 “핵전력 강화 돌입””. 2022년 4월 27일에 확인함.
96. ↑  “벨라루스 접경 “파병 집결” 軍헬기 굉음… “민간인 떠나라” 검문”. 2022년 3월 3일. 2022년 4월 27일에 확인함.
97. ↑  “러시아, 기준금리 10.5%p 인상…9.5%→20%”. 2022년 2월 28일. 2022년 4월 27일에 확인함.
98. ↑  “푸틴, 마크롱 통화서 "우크라 비무장화 달성할 것" 재확인”. 2022년 3월 4일. 2022년 4월 27일에 확인함.
99. ↑  “러시아, 월드컵 못 뛴다… FIFA 주관 대회 퇴출 결정”. 2022년 3월 1일. 2022년 4월 27일에 확인함.
100. ↑  국토부 "우크라이나에 한국 건설근로자 4명 전원 대피조치" 출처:머니투데이
101. ↑  고승범 금융위원장 "우크라이나 사태 대비해 비상대응체계 유지" 출처: inews24
102. ↑  정부 "러시아 전면전 감행시 수출통제 등 제재 동참" 출처: 한국일보
103. ↑  "일본, 푸틴 겨냥 자산동결 등 제재 검토 중" 출처: 연합뉴스
104. ↑  "러시아, 우크라이나 침공 시작했다 판단" 영국 각료 출처: 뉴시스
105. ↑  영국, ‘푸틴의 지갑’ 로시야 은행 제재 출처: 조선비즈